# XMLHttpRequest
XMLHttpRequest (XHR), también referida como XMLHTTP (Extensible Markup Language / Hypertext Transfer Protocol), es una interfaz empleada para realizar peticiones HTTP y HTTPS a servidores Web. Para los datos transferidos se usa cualquier codificación basada en texto, incluyendo: texto plano, XML, JSON, HTML y codificaciones particulares específicas. La interfaz se implementa como una clase de la que una aplicación cliente puede generar tantas instancias como necesite para manejar el diálogo con el servidor.
El uso más popular, si bien no el único, de esta interfaz es proporcionar contenido dinámico y actualizaciones asíncronas en páginas web mediante tecnologías construidas sobre ella como por ejemplo AJAX.

## Historia
La primera versión de la interfaz XMLHttpRequest fue desarrollada por Microsoft que la introdujo en la versión 5.0 de Internet Explorer. Esta primera versión se publicó utilizando un objeto ActiveX, lo que significa que podía ser utilizada desde cualquier entorno de desarrollo de software con soporte para esta tecnología, es decir, prácticamente la totalidad de plataformas generalistas de desarrollo para Microsoft Windows. Microsoft ha seguido manteniendo y actualizando esta tecnología incluyendo la funcionalidad dentro del Microsoft XML Parser (MSXML) en sus sucesivas versiones. A partir de la versión 7 de Internet Explorer la interfaz se ofrece de manera integrada. Al ser integrada, el acceso a la interfaz se realiza enteramente con objetos (JScript o VBScript) proporcionados por el navegador y no mediante bibliotecas externas.
El proyecto Mozilla incorporó la primera implementación integrada de XMLHttpRequest en la versión 1.0 de la Suite Mozilla en 2002. Esta implementación sería seguida por Apple a partir de Safari 1.2, Konqueror, Opera Software a partir del Opera 8.0 e iCab desde la versión 3.0b352. 
El World Wide Web Consortium presentó el 27 de septiembre de 2006 el primer borrador de una especificación estándar de la interfaz.  La versión actual de 17 de enero de 2012, denominada XMLHttpRequest Level 2 es el resultado de varias revisiones.
Mientras no se alcance una versión definitiva, los desarrolladores de aplicaciones WEB deberán tener en cuenta las diferencias entre implementaciones o bien utilizar paquetes o frameworks que realicen esta función.

## Evolución de la interfaz
El 26 de febrero de 2008 se publicó la primera versión de la especificación XMLHttpRequest Level 2. Esta nueva especificación, que se inicia antes de haber publicado la versión definitiva de la interfaz, pretende añadir nuevas funciones como: peticiones entre dominios (cross-site), eventos de progreso y manejo de flujos de bytes (streams) tanto para el envío como para la recepción.

## Implementación y uso de la interfaz
XMLHttpRequest es una interfaz para realizar llamadas mediante HTTP, por lo que es recomendable un buen conocimiento de este protocolo. Es importante el manejo correcto de la caché en el servidor HTTP, en los proxy caché intermedios y en el navegador WEB. 
La interfaz se implementa en una clase de la que se debe crear una nueva instancia mediante el constructor adecuado. Es posible realizar peticiones síncronas y asíncronas al servidor. Cuando las operaciones son síncronas la ejecución del programa se detiene hasta que se completa la operación. En una llamada asíncrona el flujo de proceso no se detiene a esperar la respuesta sino que esta continúa en segundo plano y se define un manejador de evento que se ejecutará cuando se complete la petición.

### Identificación del juego de caracteres
Otro elemento importante en la especificación, es el manejo de juegos de caracteres u hojas de códigos. La codificación y decodificación de texto y la identificación de los juegos de caracteres mediante cabeceras HTTP y tipos MIME. El estándar XMLHttpRequest recomienda UTF-8 para la codificación de cadenas de texto.
Para determinar la codificación de los datos transmitidos se usa el siguiente algoritmo, utilizando la primera opción que se cumpla:
- Si los datos transmitidos son XML o HTML, y así se identifica mediante la correspondiente cabecera Content-Type de HTTP, la codificación se detectará siguiendo las reglas de XML o HTML según corresponda.
- Si la cabecera HTTP especifica un tipo MIME mediante Content-Type e identifica un juego de caracteres se utiliza dicho juego de caracteres.
- Si los datos enviados especifican un BOM válido, se utilizará la variante UTF determinada por dicho BOM.
- Utilizar UTF-8.

Si no se identifica correctamente la codificación, existe el riesgo de que en un sistema en el que se mezclen varias codificaciones puedan producirse errores de visualización de caracteres. Por ejemplo al incorporar funcionalidad AJAX, que por defecto utiliza UTF-8, a una página WEB codificada con ISO 8859-1.

### Atributos
| Atributo     | Descripción |
| ------------ | --- |
| readyState   | Devuelve el estado del objeto como sigue: 0 = sin inicializar, 1 = abierto, 2 = cabeceras recibidas, 3 = cargando y 4 = completado.                                            |
| responseBody | (Level 2) Devuelve la respuesta como un array de bytes |
| responseText | Devuelve la respuesta como una cadena |
| responseXML  | Devuelve la respuesta como XML. Esta propiedad devuelve un objeto documento XML, que puede ser examinado usando las propiedades y métodos del árbol del Document Object Model. |
| status       | Devuelve el estado como un número (p. ej. 404 para "Not Found" y 200 para "OK").                                                                                               |
| statusText   | Devuelve el estado como una cadena (p. ej. "Not Found" o "OK"). |

### Métodos
| Método                                                         | Descripción |
| -------------------------------------------------------------- | --- |
| abort()                                                        | Cancela la petición en curso |
| getAllResponseHeaders()                                        | Devuelve el conjunto de cabeceras HTTP como una cadena. |
| getResponseHeader( nombreCabecera )                            | Devuelve el valor de la cabecera HTTP especificada. |
| open ( método, URL [, asíncrono [, nombreUsuario [, clave]]] ) | Especifica el método, URL y otros atributos opcionales de una petición. El parámetro de método puede tomar los valores "GET", "POST", o "PUT" ("GET" y "POST" son dos formas para solicitar datos, con "GET" los parámetros de la petición se codifican en la URL y con "POST" en las cabeceras de HTTP). El parámetro URL puede ser una URL relativa o completa. El parámetro asíncrono especifica si la petición será gestionada asíncronamente o no. Un valor true indica que el proceso del script continúa después del método send(), sin esperar a la respuesta, y false indica que el script se detiene hasta que se complete la operación, tras lo cual se reanuda la ejecución. En el caso asíncrono se especifican manejadores de eventos, que se ejecutan ante cada cambio de estado y permiten tratar los resultados de la consulta una vez que se reciben, o bien gestionar eventuales errores. |
| send([datos])                                                  | Envía la petición |
| setRequestHeader( etiqueta, valor )                            | Añade un par etiqueta/valor a la cabecera HTTP a enviar. |

### Eventos
| Propiedad          | Descripción                                                               |
| ------------------ | ------------------------------------------------------------------------- |
| onreadystatechange | Evento que se dispara con cada cambio de estado.                          |
| onabort            | (Level 2) Evento que se dispara al abortar la operación.                  |
| onload             | (Level 2) Evento que se dispara al completar la carga.                    |
| onloadstart        | (Level 2) Evento que se dispara al iniciar la carga.                      |
| onprogress         | (Level 2) Evento que se dispara periódicamente con información de estado. |

La propuesta inicial de W3C no incluye propiedades y eventos presentes en implementaciones reales, como por ejemplo los eventos onload, onerror, onprogress, onabort y ontimeout. Algunos de ellos sí son recogidos por la nueva especificación Level 2, como puede verse en el cuadro anterior.

## Instanciación del objeto
A continuación se muestra un posible código JavaScript que permite crear el objeto teniendo en cuenta las diferencias entre los navegadores más populares.
```
	
var
 
httpRequest
;

	
if
 
(
window
.
XMLHttpRequest
)

	
{

		
//El explorador implementa la interfaz de forma nativa

		
httpRequest
 
=
 
new
 
XMLHttpRequest
();

	
}
 

	
else
 
if
 
(
window
.
ActiveXObject
)

	
{

		
//El explorador permite crear objetos ActiveX

		
try
 
{

			
httpRequest
 
=
 
new
 
ActiveXObject
(
"MSXML2.XMLHTTP"
);

		
}
 
catch
 
(
e
)
 
{

			
try
 
{

				
httpRequest
 
=
 
new
 
ActiveXObject
(
"Microsoft.XMLHTTP"
);

			
}
 
catch
 
(
e
)
 
{}

		
}

	
}

	
if
 
(
!
httpRequest
)

	
{

		
alert
(
"No ha sido posible crear una instancia de XMLHttpRequest"
);

	
}

```